# NGC 1331
NGC 1331 (również IC 324 lub PGC 12846) – galaktyka eliptyczna (E2), znajdująca się w gwiazdozbiorze Erydanu. Odkrył ją William Herschel 19 grudnia 1799 roku.